# Dangereuse Rencontre
Pour plus de détails, voir Fiche technique et Distribution.
Dangereuse Rencontre (Don't Talk to Strangers) est un téléfilm américain réalisé par Robert Michael Lewis sorti en 1994.

## Synopsis
En divorçant de Robert Bonner, un homme alcoolique, Jane obtient la garde de leur fils Eric. Elle rencontre Patrick Brody, un homme charmant. Leur amour étant réciproque, ils se marient très vite. Mais Bonner, bien décidé à revoir Eric, se met à les traquer...

## Distribution
- Pierce Brosnan : Patrick Brody
- Terry O'Quinn : Robert Bonner
- Shana Cross : Jane
- Keegan MacIntosh : Eric Bonner
- Roger R. Cross : Détective Barrett
- Alan Robertson : Bobby Carkin